# Publius Papinius Statius

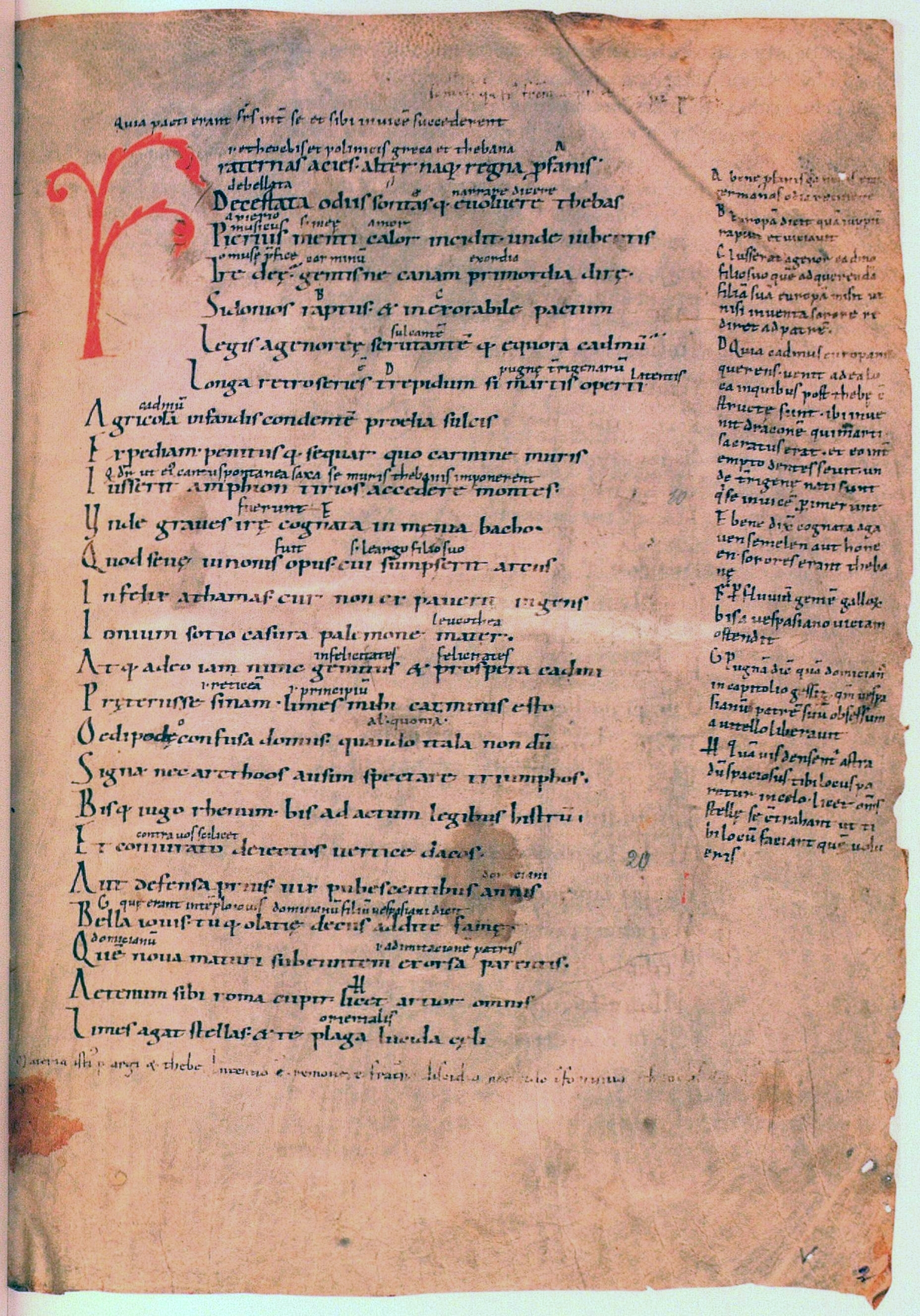
Der Anfang der Thebais in einer Handschrift aus der Fürstabtei St. Gallen. Zwischen den Zeilen Anmerkungen von St. Galler Mönchen. Zürich, Zentralbibliothek, Ms. C 62, fol. 2r (11. Jahrhundert).

Publius Papinius Statius (* um 40 in Neapel; † um 96 ebenda) war ein römischer Dichter lateinischer Sprache. Sein bekanntestes Werk ist die Thebais, ein Epos über den Krieg der Sieben gegen Theben. Daneben verfasste er Gedichte zu verschiedenen Anlässen, die Silvae. Sie vermitteln u. a. wertvolle Einblicke in die literarische Szene der Zeit und das Leben am Hofe des Kaisers Domitian. Die Zeit war reich an literarischen Talenten: Unter seinen Zeitgenossen waren die Epiker Valerius Flaccus und Silius Italicus, die Satiriker Juvenal und Martial und der Rhetorikprofessor Quintilian.
Statius war über viele Jahrhunderte einer der beliebtesten Dichter der lateinischen Antike und wurde nur von Vergil in der Wertschätzung übertroffen. Dass er auch als Figur in Dante Alighieris Commedia auftritt, ist ein Zeugnis dieser Wertschätzung.

## Leben und Zeitumstände

### Leben
Die griechische Familie der Statii stammte aus dem Raum der Magna Graecia. Statius’ Vater, in Velia (griechisch Elea) geboren, lehrte als grammaticus in Neapel und leitete dort eine Schule. Er war auch ein Dichter und gewann mehrere Preise bei einem in Neapel stattfindenden Dichterfestival, den Augustalia.
Nach dem Tode des Vaters ging Statius nach Rom, wo er bis zum Jahre 94 lebte und dichtete. In Rom heiratete er Claudia, eine Witwe mit einer Tochter. Aus dieser Ehe gingen keine Kinder hervor; doch adoptierte Statius einen in seinem Hause geborenen Sklavenjungen. Statius’ letztes, unvollendetes Gedicht ist eine Klage um diesen – früh verstorbenen – Jungen.
Wie Statius seinen Lebensunterhalt bestritt, kann nur vermutet werden. Mehrere seiner Gedichte sind Auftragswerke (z. B. silv. I 1, 2; II 7; III 4), er gewann Preise bei verschiedenen Dichterwettbewerben, und seine Lesungen waren sehr gut besucht. Juvenal behauptet zwar (sat. 7), dass all dies ihm kaum Geld einbrachte, doch muss man nicht glauben, dass er darauf oder auf die Zuwendungen reicher Gönner angewiesen war. Wahrscheinlich sicherte das Erbe seines Vaters ihm ein auskömmliches Leben.
Nach 94 kehrte er nach Neapel zurück (vgl. silv. III 5, ein an seine Gattin gerichtetes Gedicht, in dem er ihr den Umzug schmackhaft zu machen sucht), wo er ein oder zwei Jahre später starb.

### Biographische Zeugnisse
Trotz der Vielfalt des literarischen Lebens unter Domitian wird Statius unter seinen Zeitgenossen nur von Juvenal erwähnt; fast alle Informationen über sein Leben stammen aus Statius’ eigenen Gedichten. Einige Verwunderung hat es in der Forschung erregt, dass Statius und Martial einander eisern ignoriert haben, obgleich sie dieselben Gönner kannten. Anscheinend waren sie einander unsympathisch. In ihrer Art zu dichten haben sie jedenfalls kaum etwas gemeinsam – abgesehen davon, dass jeder von ihnen schmeichlerische Gedichte an Domitian verfasst hat.
In den Augen des modernen Lesers sind es solche Gedichte, die das Ansehen des Dichters nachhaltig schädigen, so, wenn er schreibt, des Kaisers Palast sei überaus prächtig, aber dennoch nicht genug, um seine unermessliche Gegenwart zu fassen, oder wenn er ihn mit verschiedenen Göttern vergleicht, und anderes mehr. Wollte man derlei gerecht beurteilen, müsste man es im Kontext der damals üblichen Schmeicheleien betrachten und dabei auch die literarische Gattung sowie die finanziellen Verhältnisse des jeweiligen Verfassers berücksichtigen. Auch Quintilian, Martial und andere haben Schmeicheleien verfasst, die heute peinlich wirken. Kaiser Domitian, nach seinem Sturz heftig kritisiert und als Tyrann verdammt, ließ auch viele Schriftsteller verbannen oder hinrichten; er dichtete aber auch selbst und förderte die Dichtung nach Kräften; jedenfalls sind aus kaum einer anderen Epoche der römischen Literatur so viele Werke erhalten geblieben.

## Werk

### Die Silvae
Die Silvae sind eine Sammlung von Gelegenheitsgedichten, die zum Teil ziemlich rasch und mit Schwung geschrieben scheinen; andere jedoch, wie die Klage um den Vater (V 3), scheinen mit großer Sorgfalt ausgearbeitet.
Es gibt 32 Gedichte in fünf Büchern; jedes Buch beginnt mit einer Widmung in Form eines in Prosa geschriebenen Briefes. Von den insgesamt fast 4000 Versen sind mehr als fünf Sechstel Hexameter. Vier der Stücke (mit etwa 450 Versen) sind in phaläkischen Hendekasyllaben (Elfsilblern) geschrieben. Außerdem gibt es je eine alkäische Ode und eine sapphische Ode.
Die Themen in den Silvae sind sehr unterschiedlich. Fünf Gedichte schmeicheln dem Kaiser und seinen Günstlingen; sechs sind Totenklagen oder Zuspruch für die Überlebenden, z. B. die Klage um den Vater (V 3) und den Adoptivsohn (V 5); außerdem gibt es ein Hochzeitsgedicht (I 2) und das Geburtstagsgedicht zum Gedenken an Lucan (Genethliacon Lucani, II 7).
Mit diesem Gedicht, Lucans Witwe gewidmet, erweist Statius dem Dichter des Bürgerkriegsepos Pharsalia seine Reverenz. Er lässt Lucans Seele in erhabene Regionen aufsteigen und die Helden der Republik besingen, Pompeius, Cato und die Kämpfer von Pharsalos; er lässt ihn auch in den Tartarus hinabsteigen und dort unter den Verdammten Nero entdecken, der Lucan einst ein Schreibverbot auferlegt und später zum Selbstmord gezwungen hatte. Das zeigt, dass Statius ein freiheitsbegeistertes Epos preisen und den Tyrannen der letzten Generation verdammen konnte, ohne dass der gegenwärtige sich davon betroffen fühlen musste. So groß war der Bruch, der mit dem Übergang von der julisch-claudischen zur flavischen Dynastie erfolgt war.
Als besonders reizvoll unter Statius’ Gedichten gelten die Beschreibungen (Ekphraseis) von Villen und Gärten seiner Freunde, z. B. das Gedicht auf den Baum des Atedius Melior (silv. II 3). Andere Gedichte geben lebendige Beschreibungen z. B. eines Staatsbanketts bei Domitian, der vom Kaiser gebotenen Geschenke und Unterhaltungen bei den Saturnalien, oder auch von Hochzeiten und Leichenzügen. Es gibt auch Gedichte über allgemeine Themen; das mit Abstand bekannteste ist die Ode an den Schlaf (V 4).

### Die Thebais

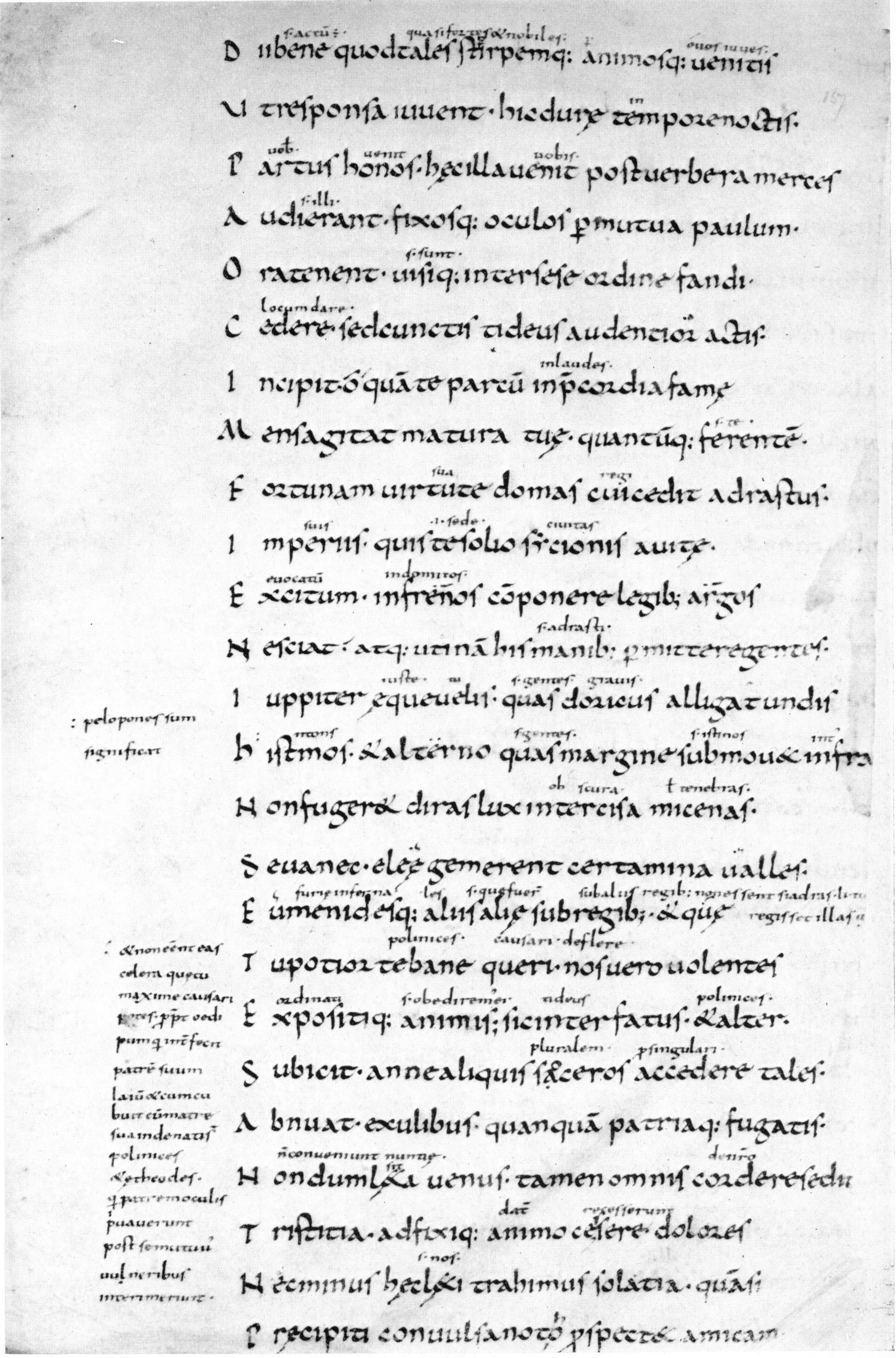
Verse der Thebais in der vermutlich um 1000 angefertigten Handschrift Worcester, Cathedral Library, Q. 8, fol. 167r

Statius’ eigentlicher Ruhm gründet sich auf sein Epos, die Thebais. Die Epik war in der Antike die anerkannteste Disziplin in der Versdichtung, und entsprechend groß war hier Ehrgeiz und im Allgemeinen auch der Arbeitsaufwand: An seinem Epos arbeitete Statius zwölf Jahre. Er selbst betrachtete mit Sicherheit die Thebais, nicht die Silven als Hauptwerk, und ihr verdankt er auch seinen Ruhm bei der Nachwelt: Ihretwegen stellte ihn Dante neben Vergil.
Der Inhalt der Thebais: Das Epos behandelt in 12 Büchern den Zug der Sieben gegen Theben.
In der ersten Hälfte des Epos werden die Kriegsvorbereitungen geschildert: Die beiden Brüder Eteocles und Polynices, die aus dem Inzest geborenen Ödipus-Söhne, sollen sich die Herrschaft über Theben teilen. Sie beschließen abwechselnd zu regieren – doch kaum hat Eteocles die Herrschaft übernommen, schickt er seinen Bruder in die Verbannung. Dieser gelangt nach Argos, wo er Freunde gewinnt, die Tochter des Königs heiratet etc. Er könnte zufrieden sein, will aber Rache und spannt dafür seine neuen Freunde ein. Bald greift die Kriegsbegeisterung um sich. In Theben dagegen fürchten die Leute den ungerechten Krieg, den ihr König plant, sind aber zu feige, um sich aufzulehnen.
Die zweite Hälfte schildert den Krieg selbst, wobei jeder Handlungsabschnitt damit endet, dass einer der sieben Führer, die nach Theben gezogen sind, fällt. Grausige Höhepunkte sind dabei der Tod des Tydeus, der im Kriegsfuror das Hirn seines Gegners frisst, sowie der Tod des Capaneus, der in seiner Hybris die Götter selbst angreifen will und von Jupiter mit dem Blitz erschlagen wird. Am Anfang des 11. Buches sind nur noch die beiden Brüder übrig. In einem wahren Höllenszenario erscheinen zwei Furien auf dem Plan, um den ultimativen Frevel herbeizuführen: Den Kampf der Brüder gegeneinander. Das 12. Buch schildert die „Aufräumarbeiten“, welche unter anderem einen weiteren Krieg erfordern.
Deutung: Die Thebais schildert einen Bruderkrieg, der am Ende alle Beteiligten vernichtet – ein düsteres Thema, bei dem sogar Jupiter, sonst der Garant der Weltordnung, eine ungewohnt finstere Rolle spielt. Er ist es nämlich, der beschließt, die Städte Theben und Argos wegen vergangener Verbrechen zu vernichten, indem er sie zum Krieg gegeneinander aufreizt. Mitleid und Vergebung kennt er nicht, und humane Überzeugungen, wie sie vor allem der argivische König Adrast ausspricht, werden grausam enttäuscht. Damit entfernt sich Statius ziemlich weit von Vergil, den er selbst als sein Vorbild bezeichnet. Thema und Behandlung erinnern vielmehr an Lucan, der ein historisches Epos über den römischen Bürgerkrieg geschrieben hatte. Bei beiden geht es um die Frage, aus welchen Ursachen und Motiven ein sowohl verwerflicher als auch beiderseits vernichtender Krieg entsteht und geführt wird. Statius wählt jedoch ein mythisches Beispiel und schafft so eine Distanz, die eine klarere Erkenntnis und mehr Freiheiten in der Darstellung ermöglicht.

### Die Achilleis
Nach der Thebais begann Statius ein Epos über Achilleus, das unvollendet blieb. Erhalten sind ein Buch mit 960 Versen und der Anfang des zweiten (167 Verse), die von der Kindheit und Jugend Achills handeln. Es wirkt weniger ernst, genrehafter und verspielter als die Thebais.

### Epischer Stil
Statius’ Vokabular ist reich, sein Gebrauch von Wörtern und Metaphern oft gewagt. Vor den anderen lateinischen Epikern, sogar Vergil, zeichnet er sich durch eine ungewöhnliche, beinahe schon romanhafte Anschaulichkeit der Erzählweise aus. Seine Schilderungen sind spannungsvoll, plastisch und detailliert, was sicher zu seiner großen Beliebtheit beitrug und ihn bis heute lesenswert macht; die Schlachtenschilderungen allerdings, obwohl ebenfalls nach allen Regeln der Kunst erzählt, sind wegen ihrer Blutrünstigkeit sicher nicht jedermanns Geschmack. Wie die anderen Epiker seiner Zeit, Valerius Flaccus und Silius Italicus, bedient er sich exzessiv bis manieriert rhetorischer Mittel und ist äußerst gelehrt. Er liebt mythologische Anspielungen, insbesondere, Namen statt einfacher Nennung genealogisch zu umschreiben (und das bei einem Epos mit acht Haupt- und zahlreichen Nebenhelden, was die Geduld des modernen Lesers manchmal auf eine harte Probe stellt).

## Ausgaben und Übersetzungen
Gesamtausgabe
- Statius in two volumes. Hrsg. und übers. von John Henry Mozley, Cambridge (Mass.) 1928 ff. (Lateinisch und englisch; Online: Bd. 1, 2)

Achilleïs
- P. Papini Stati Achilleis. Hrsg. von Alfred Klotz, Leipzig 1902.
- The Medieval Achilleid of Statius. Hrsg. von Paul M. Clogan, Leiden 1968. (Kritische Ausgabe der im Mittelalter verbreiteten Version der Achilleis mit Glossen)
- Publius Papinius Statius: Achilleis. Das Lied von Achilles. Lateinischer Text mit Einleitung, Übersetzung, kurzen Erläuterungen, Eigennamenverzeichnis und Nachwort von Hermann Rupprecht, Mitterfels 1984.
- Statius: Achilleid. Edited with Introduction, Translation, and Commentary by Charles McNelis (= Oxford Commentaries on Flavian Poetry). Oxford University Press, Oxford 2024.

Silvae
- P. Papini Stati Silvae. Hrsg. von Alfred Klotz, Leipzig 1900.
- P. Papini Stati Silvae. Hrsg. von John S. Phillimore, Oxford 1905 ff. (Oxford Classical Texts)
- Statius: Silvae. Das lyrische Werk in neuer Übersetzung, übers. von Heinz Wissmüller, Neustadt an der Aisch 1990.
- P. Papini Stati Silvae. Hrsg. von Edward Courtney, Oxford u. a. 1990. (Oxford Classical Texts) ISBN 978-0198146834
- Statius: Silvae. Hrsg. und übers. von D. R. Shackleton Bailey, bearb. von Christopher A. Parrott, Cambridge (Mass.) 2015. (Lateinisch und englisch) ISBN 978-0674996908
- Statius: Silvae. Hrsg. / Übers. Gottfried Kreuz (= Sammlung Tusculum). Walter de Gruyter, Berlin, New York 2025.

Thebaïs
- P. Papini Stati Thebais. Hrsg. von Alfred Klotz, Leipzig 1908. (2. Aufl. 1973, bearb. von Thomas C. Klinnert)
- P. Papini Stati Thebaidos liber decimus. Hrsg. von Robert D. Williams, Leiden 1972.
- P. Papini Stati Thebaidos libri XII. Hrsg. von Donald E. Hill, Leiden 1983.
- Publius Papinius Statius: Der Kampf um Theben. Übers. von Otto Schönberger, Würzburg 1998.
- Statius: Thebaid (Volume I & II). Hrsg. und übers. von D. R. Shackleton Bailey, Cambridge (Mass.) 2004. (Lateinisch und englisch)